# Eglisia brunnea
Eglisia brunnea is een slakkensoort uit de familie van de Epitoniidae. De wetenschappelijke naam van de soort is voor het eerst geldig gepubliceerd in 1966 door Habe & Kosuge.